# Los Tosahuas
Son una tribu indígena perteneciente al reino de los caras y que se asentó en los márgenes del río Carrizal. Esta gente llegó a mantener estrechas relaciones con otras tribus, como los chonanas, ñauzas, caniloas, passaos, apedigues, pichotas, pinpiguasíes, entre otros que también formaban parte de dicho reino. La tribu de los Tosahuas vivían del producto de la tierra, la pesca, de la caza y el comercio. Eran politeístas, adoraban el sol, la luna, el mar y el río Carrizal. Los fenómenos de la naturaleza y los animales como el búho, la lechuza y la valdivia también eran símbolos de respeto y temor. Por los hallazgos realizados se conoce que los muertos eran enterrados en cementerios individuales, generalmente bajo las habitaciones o en el patio de las casas, junto con sus instrumentos de labranza. Confeccionaron objetos de barro aunque su técnica no llegó a ser tan depurada como las de otros pueblos aborígenes.

## Época colonial
Pedro de Alvarado fue el primer español que llegó en 1530 al territorio de la parcialidad indígena de Los Tosahuas, donde reinaba una cacique, descrita por los españoles por su singular belleza y temple.
Dos versiones históricas distintas precisan que se quedaron en el lugar de diez a treinta españoles, al mando de Don Luis de Moscoso y Diego de Holguin,  quienes colonizaron el lugar y dieron inicio al mestizaje.

Qué hermosa leyenda
Todo está dispuesto. Saldremos apenas la Madre Luna asome atrás de esa colina.
Así se hará. He ordenado que las mujeres i los niños caminen detrás de nosotros. Las embarazadas i los ancianos irán en algunos trineos construidos con palos i bejucos. – Es necesario borrar toda huella para que nadie nos siga. – Yo, padre mío, voy a retrasar algo mi partida i caminaré mis lento que ustedes. Mi esposa está algo enferma i no voy a abandonarla en eso momentos que está esperando un hijo mío.
Los que así hablaban eran tres jefes indios. Estaban sentados junto a unos leños semiapagados. Ellos eran: el Gran Carán, de rostro severo frente despejada, cuyos ojos penetrantes parecían taladrar los alrededores observando todo como si estuviera esperando algo. En su torso desnudo: resaltaban algunas rayas rojas i negras, en sentido horizontal. Ceñía su cabeza una piel de animal cuyos extremos caían hacia la espalda. A su lado estaban Shagua i Shacha. Este último era el más joven. Cerca de ellos i al alcance de su mano reposaba un carcaj con flechas. El arco lo tenían sobre las rodillas. Pertenecían a la tribu de los Caras que habían llegado hasta allí hacía muchos años, en grandes balsas por el gran lago salado. Se establecieron i vivieron tranquilos por algún tiempo, pero ahora, tenían dificultades. El clima, las grandes lluvias í las inundaciones acababan con sus chozas i cosechas i la abundancia de animales salvajes eran una constante amenaza, por lo que decidieron emigrar. – Hijo mío, dijo el más anciano, -si tu mujer tarda en recuperarse ¿Qué decides? – Padre, me quedo hasta que nazca mi hijo, luego los sigo por las montañas.
Te dejaremos muchas señales para que no te pierdas en la selva, dijo su hermano.
Gracias hermano, contestó. – Además, puedes quedarte con cincuenta bravos con sus mujeres e hijos, así no te sentirás desamparado en medio de esta selva agreste, manifestó el Gran Carán.
Así será, afirmó su hijo. – Vayan, dispongan la partida que ya bella Luna va asomando su frente. De esta manera Shagua se despidió de sus padres i de sus valientes hermanos que marcharon hacia delante acompañados de silenciosas mujeres i pequeños niños. Iban con ellos también sus perros i algunos venados que nacieron i crecieron en la tribu. Estaban destinados a proporcionar carne deliciosa i valiosas pieles en caso de necesidad. Los miró con tristeza hasta que desapareció el último de su pueblo detrás de la colina. Algo en su interior le decía que nos los volvería a ver.
Muy pronto él i los suyos también partieron. Las lluvias i los animales los acosaban. Además, podría asomar otra vez la fiebre maligna que ya se había llevado a muchos indios. Su paso fue lento entre grandes árboles i lianas espinosas. Constantemente se detenían por el estado delicado de su esposa, tiempo que aprovechaban para cazar i recoger abundante fruta. Desde el comienzo de su jornada seguían a lo lejos la corriente de un río. Después de algunas lunas llegaron a un amplio valle, donde las aguas del río se deslizaban majestuosas entre verdes árboles. En la parte más alta, hacia la colina de la derecha se extendía una amplia meseta i allí decidieron acampar i levantar sus chozas. El lugar era hermoso. Los hombres recogieron cuanta leña pudieron i las mujeres se acercaron al río para lavar la ropa de los suyos. Los niños se bañaban en la orilla i los más audaces se dejaban arrastrar por la corriente para luego regresar caminando por encima del barranco. Así pasaron los días i las noches. Los hombres entregados al trabajo en el campo i las mujeres en los quehaceres de la casa. En cierta ocasión llamó a los principales de la nueva tribu. Sentados alrededor de Unan fuego que alumbraba el espacio i ahuyentaba a los animales, estaban Pluma Amarilla, Viento Fuerte, Junco Delgado, Ave Valiente, Lanza Rápida i Cerro Verde. Después de dialogar por varias horas decidieron quedarse para siempre en ese lugar. Las lluvias torrenciales habían confundido las señales de sus hermanos i borrado el rastro. Pensaron que era el mejor lugar para vivir. Podían domesticar los toros que llegaban al valle en la época de escasas lluvias, el río les ofrecía sabrosos peces i en sus orillas sus mujeres recogían frutas. Entre tanto, Espuma Blanca trajo al mundo una preciosa niña. Su padre se sintió decepcionado, él quería un varón que sea valiente i aguerrido. Sin embargo, la niña fue creciendo sana i alegre. Miraba a su padre con sus ojazos negros i le sonreía dulcemente, entre temerosa i valiente. Era muy ordenada i trabajadora. Jugaba con sus amigas i siempre estaba dispuesta para ayudar a los demás. Poco a poco fue conquistando la voluntad i el corazón del jefe indio. El día que éste decidió cogerla entre sus brazos había llovido mucho i la pequeña se estremecía por los fuetes de fuego que brillaban en el cielo i caían con gran ruido por detrás de los grandes árboles. El orgulloso indio sacó hasta la puerta de la choza a la niña, que se sentía feliz entre los nervudos i fuertes brazos de su padre. Todo el valle estaba lleno de agua, por lo que no se distinguía el camino del río. Todo parecía un gran lago. Entonces, proféticamente, dijo con solemnidad a su hija:

-Te llamarás TO SHAGUA i vivirás i crecerás feliz i muchas generaciones te reconocerán como la más bella princesa de la estime de los Caras, nieta ilustre del Gran Carán, i tus hijos crecerán i trabajarán para hacer de esta bella tierra un paraíso.